# Omphalodes kuzinskyanae
Omphalodes kuzinskyanae ou miosótis-das-praias, é uma espécie botânica da família Boraginaceae, típica de arribas costeiras, endémica de Portugal, cuja população está restrita às regiões costeiras do Parque Natural de Sintra-Cascais, mais especificamente entre São Pedro do Estoril até às proximidades da Ericeira
O Instituto de Conservação da Natureza, depois de os núcleos desta espécie terem sido caracterizados e mapeados, tem desenvolvido medidas de conservação, que passam pelo acesso condicionado com sinalização de caminhos pedestres, reforço das populações, recolha de sementes e plantação em viveiro..
A planta, devido ao seu estatuto de conservação, é alvo do Plano Nacional de Conservação de Flora em Perigo. O estatuto
proposto para o Livro Vermelho das Plantas de Portugal, na altura em preparação era Espécie em Perigo Crítico de Extinção. Trata-se de uma espécie prioritária em termos de conservação de acordo com a legislação comunitária, estando incluída nos Anexos I e IV da Directiva
Habitats (92/43/CEE) e no Anexo I da Convenção de Berna.
A espécie é confundida com Omphalodes littoralis ssp. gallaecica, que ocorre na Galiza